# 高氯酸羟胺
高氯酸羟胺是一种无机化合物，化学式为NH3OHClO4。

## 制备与结构
高氯酸羟胺可由略过量的硫酸羟胺和高氯酸钡反应制得，过量的硫酸羟胺可通过和碳酸钡反应去除。硝酸在高氯酸中的电化学还原反应（锌或锡作为阴极）也可制得高氯酸羟胺。它可通过乙醚-二氯甲烷重结晶，中子衍射表明，其晶体在25 °C时属P21cn空间群，晶胞参数a=7.52, b=7.14, c=15.99 Å，Z=8。

## 热分解
高氯酸羟胺在180 °C开始分解，生成高氯酸铵。其它检测到的分解产物还有HClO4、Cl2、O2、HCl、H2O、N2O和ClOx，其中H2O、HCl、N2O产量较多，200 °C以上时，生成NO2，且Cl2和O2增多。
它和碳酸钙以3:1摩尔比在90~170 °C真空中加热，得到高氯酸钙和高氯酸铵。